# ファインズ (企業)
株式会社ファインズ (英: Fines INC.) は、東京都港区に本社を置き、動画を起点としたマーケティングDXを行う日本の企業である。

## 概要
動画コンテンツの制作、動画配信プラットフォームの提供、DX関連事業を行っている。

## 沿革

### 旧株式会社ファインズ
- 2009年07月　モバイルFlashサイト制作の提供開始
- 2010年02月　MEO・SEOサービスの提供開始
- 2010年09月　スマートフォンサイト制作の提供開始
- 2012年10月　事業拡大に伴い、本社所在地を渋谷区道玄坂1丁目へ移転
- 2013年07月　大阪営業所を開設
- 2013年08月　予約システム「TSUNAGU」「いつあき」の提供開始
- 2014年08月　名古屋営業所を開設
- 2014年09月　事業拡大に伴い、本社所在地を渋谷区道玄坂2丁目へ移転
- 2015年01月　動画サービスの提供開始
- 2015年08月　福岡営業所を開設
- 2016年02月　デジタルマーケティング支援サービスの提供開始
- 2016年09月　仙台営業所を開設
- 2016年11月　事業拡大に伴い、本社所在地を渋谷区渋谷2丁目へ移転
- 2017年08月　札幌営業所を開設

### 現株式会社ファインズ
- 2019年03月　特別目的会社である株式会社エスピーシーを設立
- 2019年03月　株式会社エスピーシーが旧株式会社ファインズの株式をLBOにより取得し完全子会社化
- 2019年06月　株式会社エスピーシーが旧株式会社ファインズを吸収合併し、同日、商号を株式会社ファインズ （新株式会社ファインズ）に変更
- 2019年11月　動画配信プラットフォームサービス「Videoクラウド」の提供開始
- 2022年11月　金沢営業所を開設
- 2024年01月　事業拡大に伴い、本社所在地を港区芝浦1丁目へ移転

## 事業所
- 東京本社
- 札幌営業所
- 仙台営業所
- 名古屋営業所
- 大阪営業所
- 福岡営業所
- 金沢営業所